# 5324 Lyapunov
5324 Lyapunov eller 1987 SL är en asteroid i huvudbältet som upptäcktes den 22 september 1987 av den rysk-sovjetiska astronomen Ljudmila Karatjkina vid Krims astrofysiska observatorium på Krim. Den är uppkallad efter den ryske matematikern Aleksandr Ljapunov (1857–1918).
Den tillhör asteroidgruppen Amor.